# Східний Альб (район)
Район Східний Альб (нім. Ostalbkreis) — район землі Баден-Вюртемберг, Німеччина. Район підпорядкований урядовому округу Штутгарт. Центром району є місто Ален. Населення становить 314 294 ос. (станом на 31 грудня 2020), площа  — 1.511,57 км². 

## Демографія
Густота населення в районі становить 206 чол./км².
| Рік             | Населення |
| --------------- | --------- |
| 31. грудня 1973 | 274.804   |
| 31. грудня 1975 | 272.353   |
| 31. грудня 1980 | 275.793   |
| 31. грудня 1985 | 276.524   |
| 27. травня 1987 | 279.572   |

| Рік             | Населення |
| --------------- | --------- |
| 31. грудня 1990 | 294.146   |
| 31. грудня 1995 | 311.110   |
| 31. грудня 2000 | 314.198   |
| 31. грудня 2005 | 316.760   |
| 31. грудня 2010 | 310.733   |

## Міста і громади
Район поділений на 9 міст та 33 громади.